# 大阪市立勝山小学校
大阪市立勝山小学校（おおさかしりつ かつやま しょうがっこう）は、大阪府大阪市生野区にある公立小学校。

## 沿革
地域での児童数増加に伴い、従来の大阪市鶴橋第一尋常小学校（現在の大阪市立鶴橋小学校）および大阪市生野尋常小学校（現在の大阪市立生野小学校）の2校の校区の一部を分離再編し、1928年に大阪市鶴橋第五尋常小学校として開校した。
2年後の1930年には校区の変更を実施し、従来の大阪市生野尋常小学校校区の一部を編入している。
1941年には国民学校令により、大阪市勝山国民学校に改称した。大阪市では1944年以降、国民学校児童の学童疎開を実施することになった。疎開先は各行政区ごとに指定され、生野区の国民学校には奈良県が疎開先として割り当てられた。勝山校の児童は奈良県吉野郡龍門村・中龍門村・国樔村（いずれも現在の吉野町）への集団疎開を実施した。
1945年3月13日から翌3月14日未明にかけての大阪大空襲の影響で、空襲で校舎を焼失した天王寺商業学校（のち大阪市立天王寺商業高等学校）が一時勝山国民学校内に仮校舎を設置した。
1947年には学制改革により、大阪市立勝山小学校に改称している。

### 年表
- 1928年1月13日 - 大阪市鶴橋第五尋常小学校として開校。
- 1930年 - 校区を一部変更。
- 1941年4月1日 - 国民学校令により大阪市勝山国民学校に改称。
- 1944年 - 学童疎開を実施。
- 1947年4月1日 - 学制改革により、大阪市立勝山小学校に改称。
- 1985年7月16日 - 図画工作科の研究校に指定される。

## 通学区域
- 大阪市生野区 桃谷1丁目（一部）、勝山北1丁目、勝山南1丁目、生野西1-2丁目、生野西4丁目（一部）。

卒業生は大阪市立桃谷中学校（旧大阪市立勝山中学校）に進学する。

## 交通
- 大阪環状線 桃谷駅 南へ約500m。
- 大阪環状線 寺田町駅 北へ約800m。